# Supergirl (seriál)
Supergirl je americký sci-fi televizní seriál na motivy komiksů vydavatelství DC Comics o Supergirl. Jeho autory jsou Greg Berlanti, Ali Adler a Andrew Kreisberg. Je součástí společného fikčního světa, v němž se odehrávají i další Berlantiho superhrdinské seriály. Premiérově byl vysílán v letech 2015–2021, první řada na stanici CBS, ostatní série na stanici The CW. Celkem vzniklo šest řad se 126 díly.

## Příběh
Kara Zor-El je jedním z posledních přeživších Kryptoňanů. Ve věku 13 let byla poslána na Zemi, aby chránila svého mladšího bratrance Kal-Ela. Její kosmická loď však byla zachycena ve Phantom Zone, kde neplyne čas. Po řadě let, kdy se mezitím z Kal-Ela stal na Zemi Superman, Kařina loď unikne ze Zóny pryč. Dívka se konečně dostane na Zemi, kde její bratranec zajistí, že ji přijme adoptivní rodina Danversů. Během svého dospívání své nadlidské schopnosti nevyužívá a skrývá je. Jako 24letá mladá žena pracuje v National City jako asistentka mediální magnátky Cat Grant, kvůli smrtelnému nebezpečí své adoptivní sestry Alex se však stane Supergirl. Musí čelit mnoha kryptonským zločincům, skrývajícím se na Zemi, a také své tetě Astře, sestře své matky, která chce se svým manželem Nonem ovládnout svět. Pomáhá ji ředitel Henshaw se svou tajnou agenturou DEO, v níž pracuje i Alex, a také přátelé a kolegové v práci.
Ve druhé řadě seriálu se Supergirl musí vypořádat se zločineckou organizací Project Cadmus, která usiluje o vyhubení všech mimozemšťanů na Zemi, a také s mimozemskou flotilou pocházející z planety Daxam. Třetí série se věnuje střetu se skupinou kryptonských bojovníků zvanou Worldkillers, kterou vede Reign. Ve čtvrté řadě je hrozbou bývalý vysokoškolský profesor Ben Lockwood, který založil xenofobní lidskou skupinu Children of Liberty, zasazující se o vyhnání mimozemšťanů. V pozadí však celou dobu tahá za nitky Lex Luthor. Pátá série se zabývá střetem s tajemnou organizací Leviathan a v závěrečné šesté řadě je hlavním protivníkem Nyxlygsptlnz z páté dimenze.

## Obsazení
- Melissa Benoist jako Kara Zor-El / Kara Danvers / Supergirl
- Mehcad Brooks jako James Olsen / Guardian (1.–5. řada, jako host v 6. řadě)
- Chyler Leigh jako agentka Alexandra „Alex“ Danvers / Sentinel
- Jeremy Jordan jako Winslow „Winn“ Schott, Jr. / Toyman (1.–3. řada, jako host v 5.–6. řadě)
- David Harewood jako ředitel Hank Henshaw / J'onn J'onzz / Martian Manhunter
- Calista Flockhart jako Cat Grant (1. řada, jako host ve 2.–4. a 6. řadě)
- Chris Wood jako Mon-El (2.–3. řada, jako host v 5.–6. řadě)
- Floriana Lima jako detektiv Maggie Sawyer (2. řada, jako host ve 3. řadě)
- Katie McGrath jako Lena Luthor (3.–6. řada, jako host ve 2. řadě)
- Odette Annable jako Samantha Arias / Reign (3. řada, jako host v 5. řadě)
- Jesse Rath jako Querl „Brainy“ Dox / Brainiac 5 (4.–6. řada, jako host ve 3. řadě)
- Sam Witwer jako Ben Lockwood / Agent Liberty (4. řada, jako host v 5. řadě)
- Nicole Maines jako Nia Nal / Dreamer (4.–6. řada)
- April Parker Jones jako plukovník Lauren Haley (4. řada)
- Azie Tesfai jako Kelly Olsen (5.–6. řada, jako host ve 4. řadě)
- Andrea Brooks jako Eve Teschmacher (5. řada, jako host ve 2.–4. a 6. řadě)
- Julie Gonzalo jako Andrea Rojas / Acrata (5.–6. řada)
- Staz Nair jako William Dey (5.–6. řada)
- LaMonica Garrett jako Mar Novu / Monitor (5. řada, jako host ve 4. řadě)
- Peta Sergeant jako Nyxlygsptlnz „Nyxly“ (6. řada)

## Produkce
Produkční společnost Warner Bros. Television se v roce 2014 rozhodla vytvořit seriál zaměřený na postavu Supergirl. V září toho roku se jeho výkonnými producenty stali Greg Berlanti (rovněž autor a producent seriálů Arrow a Flash) a Ali Adler, v únoru 2015 se k nim připojil také Andrew Kreisberg, jenž s Berlantim spolupracoval na obou zmíněných seriálech.
Natáčení pilotní epizody Supergirl, kterou režíroval Glen Winter, proběhlo v březnu 2015 v Los Angeles, kde byla filmována i celá první řada. Natáčení druhé řady bylo po změně stanice v roce 2016 přesunuto do Vancouveru.

## Vysílání
| Řada | Díly | Premiéra v USA  | Premiéra v USA    | Stanice v USA |
| Řada | Díly | První díl       | Poslední díl      | Stanice v USA |
| ---- | ---- | --------------- | ----------------- | ------------- |
| 1    | 20   | 26. října 2015  | 18. dubna 2016    | CBS           |
| 2    | 22   | 10. října 2016  | 22. května 2017   | The CW        |
| 3    | 23   | 9. října 2017   | 18. června 2018   | The CW        |
| 4    | 22   | 14. října 2018  | 19. května 2019   | The CW        |
| 5    | 19   | 6. října 2019   | 17. května 2020   | The CW        |
| 6    | 20   | 30. března 2021 | 9. listopadu 2021 | The CW        |

Dne 6. května 2015 byl seriál oficiálně objednán stanicí CBS. První díl byl odvysílán 26. října téhož roku a 30. listopadu oznámila CBS objednání dodatečných sedmi dílů, čímž se počet epizod první řady zvýšil na definitivních 20.
Dne 12. května 2016 ohlásila společnost Warner Bros. Television druhou řadu seriálu Supergirl, kterou místo televize CBS začala vysílat stanice The CW. Řada měla 22 epizod, premiéra prvního dílu proběhla 10. října 2016. Třetí série byla objednána 8. ledna 2017, její první díl byl odvysílán 9. října 2017. Začátkem dubna 2018 bylo oznámeno objednání čtvrté řady, která byla uvedena na podzim 2018. Dne 31. ledna 2019 byla objednána pátá řada a její první díl byl odvysílán 6. října 2019. Dne 7. ledna 2020 televize The CW uvedla, že seriál získá šestou řadu, která se v roce 2021 stala poslední sérií Supergirl. Závěrečné dva díly seriálu byly odvysílány 9. listopadu 2021.

## Související seriály
Autory seriálu Supergirl jsou Greg Berlanti a Andrew Kreisberg, kteří pro stanici The CW vytvořili další tři superhrdinské seriály odehrávající se ve stejném fikčním světě, tzv. Arrowverse. Po dohodě mezi CBS a The CW vznikl crossoverový díl „Worlds Finest“ (18. epizoda první řady Supergirl), v němž se Flash ze stejnojmenného seriálu díky své schopnosti cestovat napříč dimenzemi dostane i do paralelního světa, v němž žije Supergirl. Během druhé řady proběhl na podzim 2016 crossover „Invasion!“ mezi třemi seriály – Arrow, The Flash a Legends of Tomorrow, ve kterém se představila i Supergirl. Na podzim 2017 uskutečnila stanice The CW čtyřdílný crossover „Crisis on Earth-X“ mezi všemi čtyřmi seriály a na podzim 2018 byl vysílán třídílný crossover „Elseworlds“ (bez Legends of Tomorrow). Crossover „Crisis on Infinite Earths“ z přelomu let 2019 a 2020 čítal pět dílů a zahrnoval kromě Arrowa, Flashe, Supergirl a Legends of Tomorrow také nový seriál Batwoman. Přičleněn byl i dosud samostatně odehrávající se seriál Black Lightning. Tento crossover zároveň posloužil pro celkový reboot příběhové kontinuity celého fikčního světa Arrowverse.
V animovaném webovém seriálu Freedom Fighters: The Ray ze serveru CW Seed hostovala v prosinci 2017 také Melissa Benoist coby Overgirl, dvojnice Supergirl z nacisty ovládané paralelní země, kterou v hrané podobě ztvárnila o několik dní dříve i ve čtyřdílném crossoveru.

## Ocenění a nominace
| Rok  | Ocenění                           | Kategorie                                                 | Nominace                     | Výsledky  |
| ---- | --------------------------------- | --------------------------------------------------------- | ---------------------------- | --------- |
| 2015 | Critics' Choice Television Awards | Nejzajímavější nový seriál                                | Supergirl                    | vítězství |
| 2016 | People's Choice Awards            | Nejoblíbenější nový dramatický seriál                     | Supergirl                    | vítězství |
| 2016 | Cena Saturn                       | Nejlepší ženský herecký výkon v hlavní roli (televize)    | Melissa Benoist              | nominace  |
| 2016 | Cena Saturn                       | Nejlepší hostující výkon (televize)                       | Laura Benanti                | nominace  |
| 2016 | Cena Saturn                       | Nejlepší adaptace superhrdiny do televizního seriálu      | Supergirl                    | nominace  |
| 2016 | Cena Saturn                       | Nejlepší ženský herecký výkon ve vedlejší roli (televize) | Calista Flockhart            | nominace  |
| 2016 | Cena Saturn                       | Objev roku                                                | Melissa Benoist              | vítězství |
| 2016 | Teen Choice Awards                | Zlomový seriál                                            | Supergirl                    | nominace  |
| 2017 | GLAAD Awards                      | Nejlepší dramatický seriál                                | Supergirl                    | nominace  |
| 2017 | Kids' Choice Awards               | Nejoblíbenější televizní pořad – rodinný pořad            | Supergirl                    | nominace  |
| 2017 | Cena Saturn                       | Nejlepší ženský herecký výkon v hlavní roli (televize)    | Melissa Benoist              | vítězství |
| 2017 | Cena Saturn                       | Nejlepší hostující výkon (televize)                       | Tyler Hoechlin               | nominace  |
| 2017 | Cena Saturn                       | Nejlepší adaptace superhrdiny do televizního seriálu      | Supergirl                    | vítězství |
| 2017 | Cena Saturn                       | Nejlepší mužský herecký výkon ve vedlejší roli (televize) | Mehcad Brooks                | nominace  |
| 2017 | Teen Choice Awards                | Nejlepší televizní herec (akční)                          | Chris Wood                   | nominace  |
| 2017 | Teen Choice Awards                | Nejlepší televizní herečka (akční)                        | Melissa Benoist              | vítězství |
| 2017 | Teen Choice Awards                | Nejlepší akční televizní pořad                            | Supergirl                    | nominace  |
| 2017 | Teen Choice Awards                | Nejlepší polibek                                          | Melissa Benoist a Chris Wood | nominace  |
| 2017 | Teen Choice Awards                | Nejlepší televizní pár                                    | Melissa Benoist a Chris Wood | nominace  |
| 2017 | Teen Choice Awards                | Nejlepší televizní zloduch                                | Teri Hatcher                 | nominace  |
| 2018 | People's Choice Awards            | Nejlepší sci-fi/fantasy                                   | Supergirl                    | nominace  |
| 2018 | Cena Saturn                       | Nejlepší seriálová herečka                                | Melissa Benoist              | nominace  |
| 2018 | Cena Saturn                       | Nejlepší superhrdina adaptovaný do televizního seriálu    | Supergirl                    | nominace  |
| 2018 | Cena Saturn                       | Nejlepší ženský herecký výkon ve vedlejší roli (seriál)   | Odette Annable               | nominace  |
| 2018 | Teen Choice Awards                | Nejlepší akční seriálový herec                            | Chris Wood                   | nominace  |
| 2018 | Teen Choice Awards                | Nejlepší akční seriálová herečka                          | Melissa Benoist              | vítězství |
| 2018 | Teen Choice Awards                | Nejlepší akční seriál                                     | Supergirl                    | nominace  |
| 2018 | Teen Choice Awards                | Zloděj scén                                               | Katie McGrath                | nominace  |
| 2018 | Teen Choice Awards                | Nejlepší televizní zloduch                                | Odette Annable               | nominace  |
| 2019 | GLAAD Awards                      | Nejlepší dramatický seriál                                | Supergirl                    | nominace  |
| 2019 | Cena Saturn                       | Nejlepší superhrdinský seriál                             | Supergirl                    | vítězství |
| 2019 | Cena Saturn                       | Nejlepší seriálová herečka                                | Melissa Benoist              | nominace  |
| 2019 | Cena Saturn                       | Nejlepší herec ve vedlejší roli                           | David Harewood               | nominace  |
| 2019 | Cena Saturn                       | Nejlepší hostující role v televizi                        | Jon Cryer                    | nominace  |
| 2019 | Teen Choice Awards                | Nejlepší akční seriál                                     | Supergirl                    | nominace  |
| 2019 | Teen Choice Awards                | Nejlepší akční seriálová herečka                          | Melissa Benoist              | nominace  |
| 2019 | Teen Choice Awards                | Nejlepší seriálový zloduch                                | Jon Cryer                    | nominace  |
| 2020 | GLAAD Awards                      | Nejlepší dramatický seriál                                | Supergirl                    | nominace  |
| 2020 | People's Choice Awards            | Nejlepší sci-fi/fantasy                                   | Supergirl                    | nominace  |
| 2021 | Critics' Choice Super Awards      | Nejlepší herec v superhrdinském seriálu                   | Jon Cryer                    | nominace  |
| 2021 | Critics' Choice Super Awards      | Nejlepší herečka v superhrdinském seriálu                 | Melissa Benoist              | nominace  |
| 2021 | GLAAD Awards                      | Nejlepší dramatický seriál                                | Supergirl                    | nominace  |
| 2022 | GLAAD Awards                      | Nejlepší dramatický seriál                                | Supergirl                    | nominace  |